# Problem kvalifikacije
U filozofiji i veštačkoj inteligenciji (naročito sistemima zasnovanim na znanju), problem kvalifikacije se odnosi na nemogućnost navođenja svih preduslova potrebnih da bi akcija u stvarnom svetu imala željeni efekat. To se može postaviti kao način na koji se nositi sa stvarima koje me sprečavaju da postignem željeni rezultat. Snažno je povezan sa problemom okvira, i na suprotnoj strani od grananja. Džon Makarti navodi sledeći motivirajući primer, u kome je nemoguće nabrojati sve okolnosti koje mogu sprečiti robota da obavlja svoju uobičajenu funkciju:
Uspešno korišćenje čamca za prelazak reke zahteva, ako je čamac na vesla, da vesla i brave budu prisutni i ispravni, i da odgovaraju jedno drugom. Mnoge druge kvalifikacije se mogu dodati, čineći pravila za korišćenje čamca na vesla skoro nemogućim za primenu, a ipak će svako moći da smisli dodatne zahteve koji još nisu navedeni.

## Spoljašnje veze
- John McCarthy "Introduction: The Qualification Problem"